# Non Non Biyori
Non Non Biyori (яп. のんのんびより) — манґа, написана та проілюстрована Атто. Публікувалась в журналі Monthly Comic Alive з вересня 2009 до лютого 2021 року. Адаптація у вигляді аніме-телесеріалу, створена студією Silver Link, налічує три сезони та один аніме-фільм.

## Сюжет
Події розгортаються в невеликому вигаданому сільському селі Асахіґаока, де немає багатьох зручностей, до яких звикли жителі міст. Найближчі магазини знаходяться за кілька кілометрів, а в одну з місцевих шкіл ходять лише п'ять учнів, кожен з яких навчається в різних класах початкової чи середньої школи. Хотару Ічіджьо, учениця п'ятого класу з Токіо, переходить до школи Асахіґаока та пристосовується до сільського життя зі своїми новими друзями.

## Персонажі

### Головні герої
- Хотару Ічіджьо (Hotaru Ichijo)

Сейю: Рє Муракава
Хотару — учениця п'ятого класу, яка переходить до школи Асахігаоки з Токіо через переведення її батька по роботі. Вона досить висока для свого віку і закохана в Комарі настільки, що часто шиє різних плюшевих ляльок Комарі, щоб прикрасити ними свою кімнату. Вона приїжджала в Асахігаоку кілька разів раніше, коли була молодшою, тому що її родичі живуть неподалік.
- Ренґе Міяучі (Renge Miyauchi)

Сейю: Которі Койвай
Ренґе — учениця першого класу, молодша сестра Хікаге та Кадзухо. Її крилата фраза — «Nyanpasū», і вона грає на блокфлейті. Хоча вона зазвичай поводиться на свій вік, але часто досить прониклива та ексцентрична.
- Нацумі Кошіґая (Natsumi Koshigaya)

Сейю: Аяне Сакура
Нацумі — учениця першого курсу середньої школи. Вона вища за Комарі, свою старшу сестру. Бунтівна і безтурботна, вона часто свариться з матір'ю, жартує зі старшою сестрою і погано вчиться в школі.
- Комарі Кошіґая (Komari Koshigaya)

Сейю: Кана Асумі
Комарі — учениця другого курсу середньої школи і старша сестра Нацумі. Вона досить низького зросту, на що вона постійно скаржиться, оскільки Нацумі часто дражнить її за це. У неї невинна особистість, яку легко налякати, чим часто користується Нацумі.

### Допоміжні персонажі
- Суґуру Кошіґая (Suguru Koshigaya)

Суґуру — учень третього класу середньої школи та старший брат Нацумі та Комарі. Він не розмовляє і дуже мало присутній у серіалі.
- Кадзухо Міяучі (Kazuho Miyauchi)

Кадзухо — старша сестра Ренґе і єдина вчителька в місцевій школі. Вона також 24-річна випускниця школи-філії Асахіґаока. Любить спати, а оскільки всі студенти в основному навчаються самостійно через те, що вони в різних класах, вона часто дрімає.
- Каеде Каґаяма (Kaede Kagayama)

Каеде — 20-річна випускниця школи-філії Асахіґаока, яка керує місцевою кондитерською крамницею. У результаті інші персонажі, зокрема Ренґе, називають її «Даґаші-я» (駄菓子屋, буквально «Магазин цукерок»). Її магазин також надає послуги з прокату лиж і здійснює замовлення поштою.
- Хікаґе Міяучі (Hikage Miyauchi)

Хікаґе — старша сестра Ренґе, яка навчається в Токіо у першому класі старшої школи. Вона також закінчила школу Асахіґаока. З'являється в іншій роботі автора Koakuma Meringue (こあくまメレンゲ, букв. «Безе маленького диявола»). Коли вона повертається в село, вона намагається вразити своїх братів, сестер і друзів своїми модними образами «міської дівчини».
- Юкіко Кошіґая (Yukiko Koshigaya)

Юкіко — мати Нацумі, Комарі та Суґуру. Вона часто сувора, особливо по відношенню до Нацумі, яка часто занадто розслабляється. Вона також закінчила школу Асахіґаока. Коли вона була студенткою, вона опікувалася Кадзухо, як Каеде з Ренґе, коли була молодшою (за словами автора в післямові).
- Кономі Фуджімія (Konomi Fujimiya)

Кономі — випускниця школи Асахіґаока, яка живе по сусідству з Кошіґаями. Вона вчиться на третьому курсі сусідньої старшої школи.
- Хонока Ішікава (Honoka Ishikawa)

Хонока — учениця першого класу, яка приїжджає відвідати свою бабусю під час літніх канікул і починає дружити з Ренге. Вона також з'являється в іншому творі автора Токо-токо (とことこ).
- Аой Нізато (Aoi Nizato)

Аой — учениця першого класу середньої школи, яка живе на Окінаві та працює в сімейному готелі. Учасниця шкільного бадмінтонного клубу, вона швидко подружилася з Нацумі через однаковий вік та інтерес до спорту.
- Шіорі (Shiori)

Шіорі — дочка поліцейського, на рік молодша за Ренґе.
- Акане Шинода (Akane Shinoda)

Акане є ученицею першого класу старшої школи, грає на флейті в клубі духового оркестру.

## Медіа

### Манґа
Манґа авторства Атто, поділена на 120 розділів, публікувалась в журналі «Comic Alive» з листопада 2009 року до квітня 2021 року. Також була опублікована у 16 томах танкобон з 29 червня 2015 року по 23 березня 2021 року Seven Seas Entertainment видав манґу у Північній Америці. У травні 2021 року почав виходити короткий спіноф манґи під назвою Non Non Biyori: Remember.
| №        | Дата виходу       | ISBN                   |
| -------- | ----------------- | ---------------------- |
| 1        | 23 березня 2010   | ISBN 978-4-0406-6521-4 |
| 2        | 22 грудня 2010    | ISBN 978-4-0406-6522-1 |
| 3        | 22 жовтня 2011    | ISBN 978-4-0406-6523-8 |
| 4        | 23 липня 2012     | ISBN 978-4-0406-6524-5 |
| 5        | 23 лютого 2013    | ISBN 978-4-0406-6525-2 |
| 6        | 21 вересня 2013   | ISBN 978-4-0406-6526-9 |
| 7        | 23 липня 2014     | ISBN 978-4-0406-6813-0 |
| 8        | 23 березня 2015   | ISBN 978-4-0406-7282-3 |
| 9        | 22 грудня 2015    | ISBN 978-4-0406-7860-3 |
| 10       | 23 вересня 2016   | ISBN 978-4-0406-8542-7 |
| 11       | 23 травня 2017    | ISBN 978-4-0406-9252-4 |
| 12       | 23 лютого 2018    | ISBN 978-4-0406-9686-7 |
| 13       | 21 листопада 2018 | ISBN 978-4-040651-80-4 |
| 14       | 23 серпня 2019    | ISBN 978-4-040640-16-7 |
| 15       | 23 травня 2020    | ISBN 978-4-040646-34-3 |
| 16       | 23 березня 2021   | ISBN 978-4-04-680308-5 |
| Remember | 23 березня 2022   | ISBN 978-4-04-681161-5 |

### Аніме
Аніме адаптація створена студією Silver Link та режисером Шіня Кавацура почала виходити 8 жовтня 2013 року.

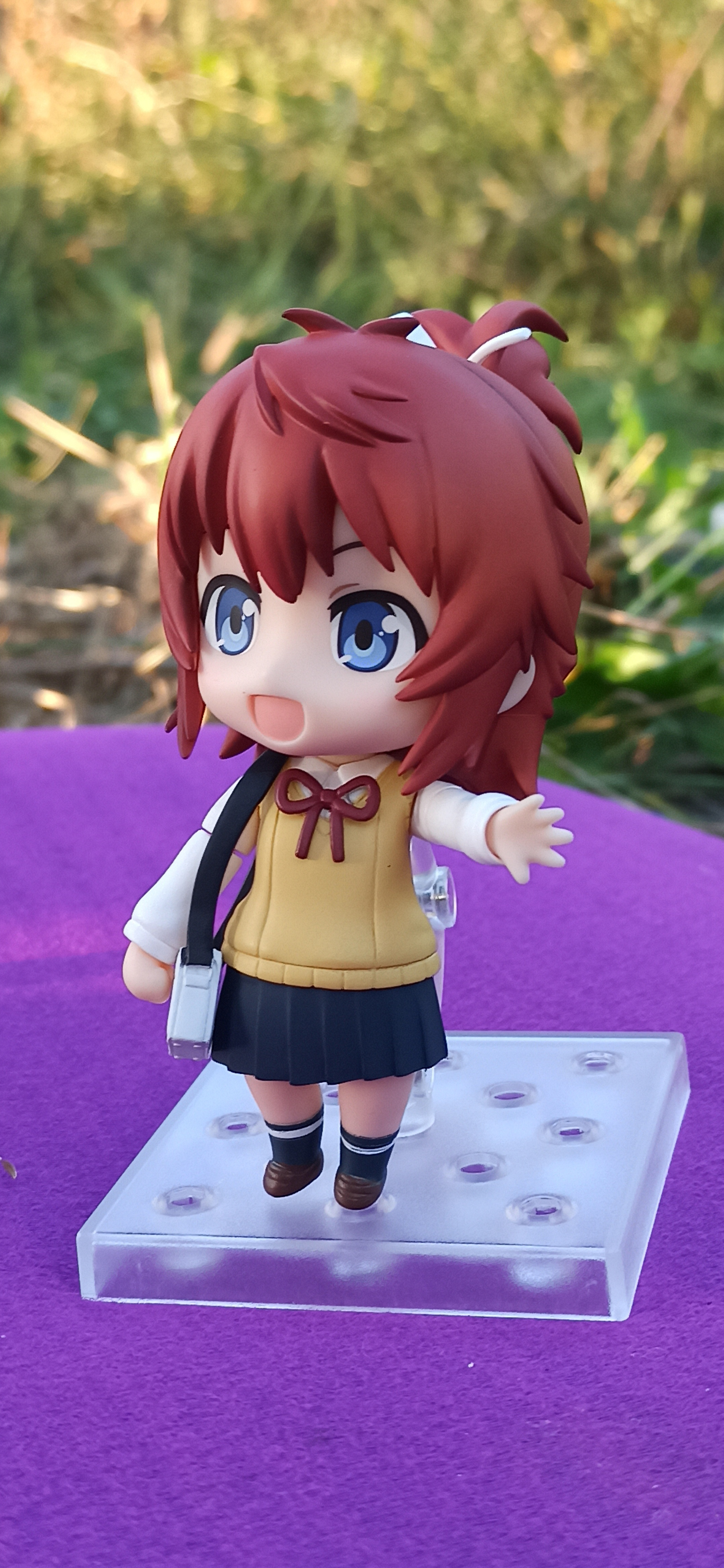
Чібі-фігурка Нацумі Кошіґаї

### Non Non Biyori(2013)
12 серій + OVA: Опенінг: «Nanairo Biyori», ендінг: «Non Non Biyori».

### Non Non Biyori Repeat(2015)
12 серій + OVA: Опенінг: «Kodama Kotodama», ендінг: «Okaeri».

### Non Non Biyori Vacation(2018)
Аніме-фільм: Опенінг: «Ao no Rakugaki», ендінг: «Omoide».

### Non Non Biyori Nonstop(2021)
12 серій + OVA: Опенінг: «Tsugihagi Moyō», ендінг: «Tadaima».

## Продажі
Станом на грудень 2015 року манґа була продана тиражем понад 1,3 мільйона копій.